# Easy Listening (樋口了一のアルバム)
『Easy Listening』（イージー・リスニング）は、樋口了一の2枚目のオリジナル・アルバム。1994年8月24日に東芝EMIより発売された。

## 概要
東芝EMI時代のアルバムの中で、ジャケットに樋口自身が写っていないものは本作のみである。現在は廃盤であり、入手は非常に困難である。

## 収録曲
特記以外作詞・全作曲：樋口了一
1. Easy Listening
編曲：鳥山雄司
ベスト・アルバムにも収録されている本作の表題曲。
2. Sugar Kiss 〜21世紀の恋をしよう〜
編曲：Rob Mounsey
  - 3枚目のシングル。
  - テレビ東京『銀BURA天国』エンディングテーマ
3. 君が結婚するなんて思わなかった
編曲：鳥山雄司
3枚目のシングル。
テレビ東京『売れ線倶楽部』エンディングテーマ
4. Sunshine Smile
編曲：鳥山雄司
5. 流れ星とBirthday
編曲：Rob Mounsey
6. COMPLEX GIRL
編曲：鳥山雄司
7. Sena ―僕がカメラマンになった理由―
編曲：Rob Mounsey
タイトルは山本直樹の漫画「僕らはみんな生きている」に登場する女性の名前から取っている。[1]
8. 明日へのレイルロード
編曲：樋口了一
9. Moonlight Fish
作詞：松井五郎
編曲：樋口了一
10. TAKE A CHANCE ALBUM VERSION
編曲：樋口了一
2枚目のシングル。シングルバージョンよりもアウトロが長くなっている。
バンダイビジュアルオリジナルドラマ『プロミスリング 〜鹿島アントラーズ物語〜』主題歌